# Bobbichthys
Bobbichthys opercularis
Genre
Genre
Bobbichthys est un genre éteint de poissons osseux de l’ordre également éteint des Pachycormiformes, ordre dont la place taxonomique n’est pas déterminée de manière consensuelle (Halecomorpha, Semionotiformes ou téléostéens). Bobbichthys a vécu lors de l’Oxfordien.
Une seule espèce est attachée à ce genre, Bobbichthys opercularis, décrite en 1986 par Gloria Arratia (d). Pour autant cette espèce n'est pas mentionnée par Paleobiology Database qui ne rattache aucun sous-taxon à Bobbichthys.

## Systématique
Le nom valide complet (avec auteur) de ce taxon est Bobbichthys Arratia (d), 1986.

### Étymologie
Le nom du genre Bobbichthys est une combinaison basée sur Bobb, en l'honneur de Bobb Schaeffer (d) (1913-2004), paléontologue américain, qui a été le premier paléoichtyologiste à encourager l'auteur, suivi de -ichthys, dérivé du grec ancien ἰχθύς, ikhthús, « poisson ».

### Publication originale
- (en) Gloria Arratia, « New Jurassic Fishes (Teleostei) of Cordillera de Domeyko », Palaeontographica Abteilung A, vol. 192, nos 1-3,‎ avril 1986, p. 75-91 (ISSN 0375-0442 et 2509-8373, lire en ligne).